# 大須賀応
大須賀 応（おおすか ことを、1894年（明治27年）1月25日 - 1945年（昭和20年）3月26日（異説あり。本文参照））は、日本の陸軍軍人。最終階級は陸軍中将。

## 経歴
北海道札幌郡琴似村大字篠路村（現・札幌市北区屯田）出身。陸軍屯田兵軍曹・大須賀忠夫の子として生まれる。札幌中学を経て、1915年（大正4年）5月、陸軍士官学校（27期）を卒業。同年12月、砲兵少尉に任官し野砲兵第7連隊付となる。1927年（昭和2年）12月、陸軍大学校（39期）を卒業した。
1937年（昭和12年）12月、第16師団参謀として南京攻略戦に参加。1938年（昭和13年）7月、砲兵大佐に昇進し野砲兵第22連隊長に就任。武漢作戦に参加。1940年（昭和15年）8月、第116師団参謀長に転任し、安慶での警備に当った。1941年（昭和16年）10月、陸軍少将に進級し太平洋戦争を迎えた。
1942年（昭和17年）3月、基隆要塞司令官に就任。1944年（昭和19年）2月、父島要塞司令官に転じた。同年5月、混成第2旅団長、同年12月、第109師団司令部付となる。硫黄島の戦いに参戦し、1945年（昭和20年）3月26日、最後の総攻撃で戦死。陸軍中将に特進した。
死亡年月日については異説もあり、当時硫黄島参謀として父島に在勤していた堀江芳孝元陸軍少佐は、「大須賀少将は1945年3月26日の総攻撃には参加せず、入院先の野戦病院で戦死したらしい」と述懐している。

## 親族
- 弟 大須賀実（陸軍大佐）[1]